# Elstree Calling
Pour plus de détails, voir Fiche technique et Distribution.
Elstree Calling est un film britannique réalisé par André Charlot, Jack Hulbert, Paul Murray et Alfred Hitchcock, sorti en 1930.

## Synopsis
Un film  à sketches mettant en scène des vaudevilles et présenté par Tommy Handley.

## Fiche technique
- Titre : Elstree Calling
- Réalisation : André Charlot, Jack Hulbert, Paul Murray et Alfred Hitchcock
- Scénario : Adrian Brunel, Walter C. Mycroft (en) et Val Valentine
- Photographie : Claude Friese-Greene
- Montage : Emile de Ruelle et A.C. Hammond
- Société de production : British International Pictures
- Pays :  Royaume-Uni
- Genre : Comédie et film musical
- Durée : 86 minutes
- Dates de sortie : 
  -  Royaume-Uni : 29 septembre 1930

## Distribution
- Tommy Handley : lui-même
- Gordon Begg : William Shakespeare
- Teddy Brown : lui-même
- Helen Burnell
- Donald Calthrop : lui-même / Petruchio dans La Mégère apprivoisée
- The Charlot Girls
- Bobbie Comber
- Cicely Courtneidge : lui-même
- Will Fyffe : lui-même
- Lawrence Green
- Gordon Harker : George
- Jack Hulbert : lui-même
- Hannah Jones : la femme de George
- John Longden
- Ivor McLaren
- Lily Morris : elle-même
- Nathan Shacknovsky
- John Stuart
- Jameson Thomas
- Anna May Wong : elle-même / Katherina dans La Mégère apprivoisée